# Måkläppens naturreservat
Måkläppen er et naturreservat som stikker ud mod syd fra Falsterbo-halvøen. Det er dannet ved at sandrevler har lagt sig over en morænekærne. Måkläppens naturreservat och naturvårdsförening er Sveriges ældste, oprettet i 1899.
Måkläppen ændrer hele tiden udseende da sand bygges på og fjernes af havstrømme, vind, storme og højvande. Disse processer udøver abrasion, stranderosion, som bortfører sandet som tidligere var landet der.
På Måkläppen yngler mange arter havfugle, og er et vigtigt område for spættet sæl og gråsæl. På grund av områdets art er der totalt adgangsforbud fra første februar til 30. oktober.
Beroende på hvordan revlerne ændrer sig kan man ved promenade langs sandrevlerne støde på små eller større rester af træskibe, der er op til flere hundrede år gamle 

## Eksterne kilder og henvisninger
- Wikimedia Commons har flere filer relateret til Måkläppens naturreservat

- Info fra kommunen
- Måkläppen, Länsstyrelsen i Skåne län

55°21′40″N 12°48′44″Ø / 55.361°N 12.8122°Ø